# Guiso

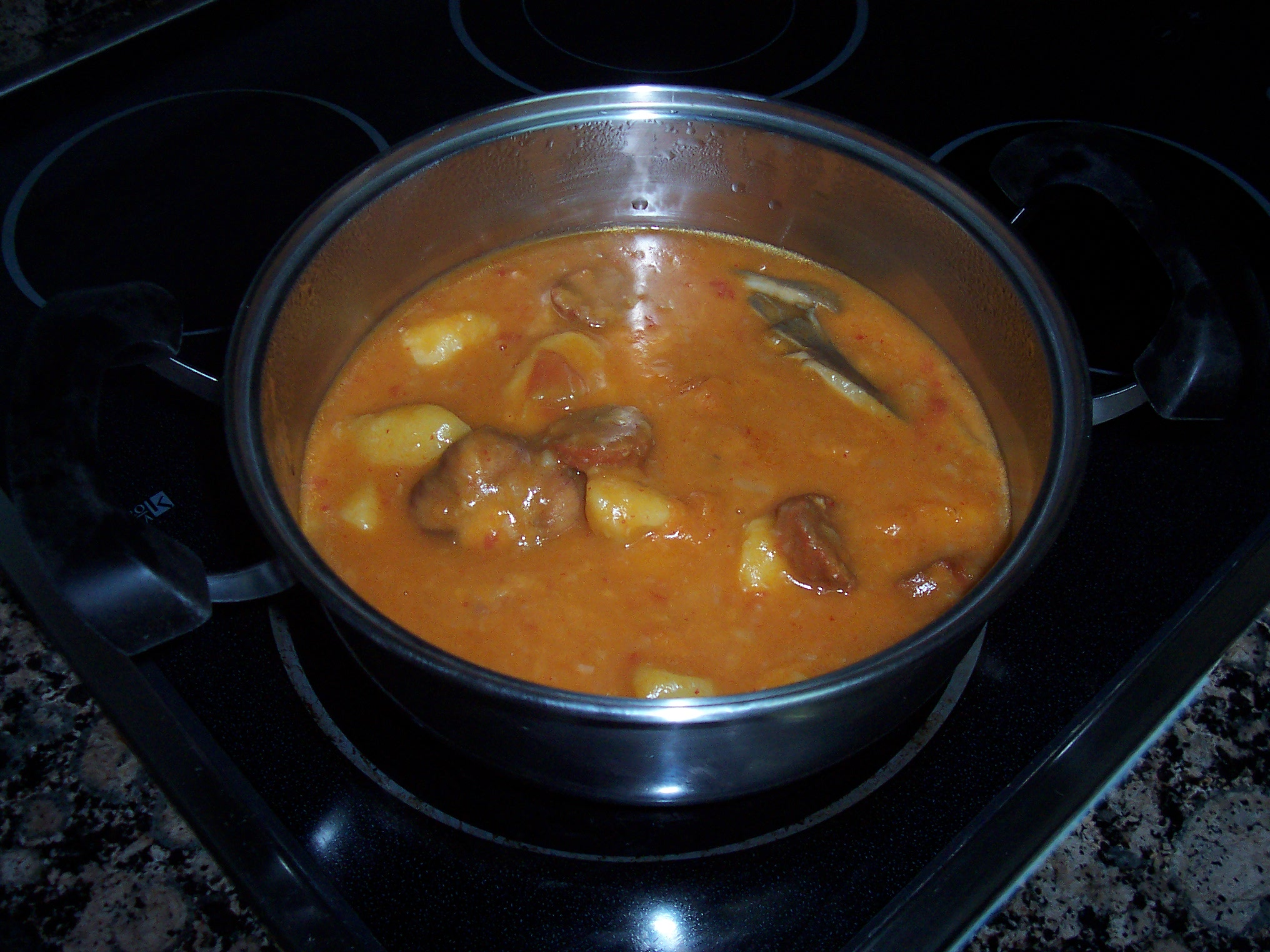
Gurupina, un guiso tradicional de la gastronomía granadina.

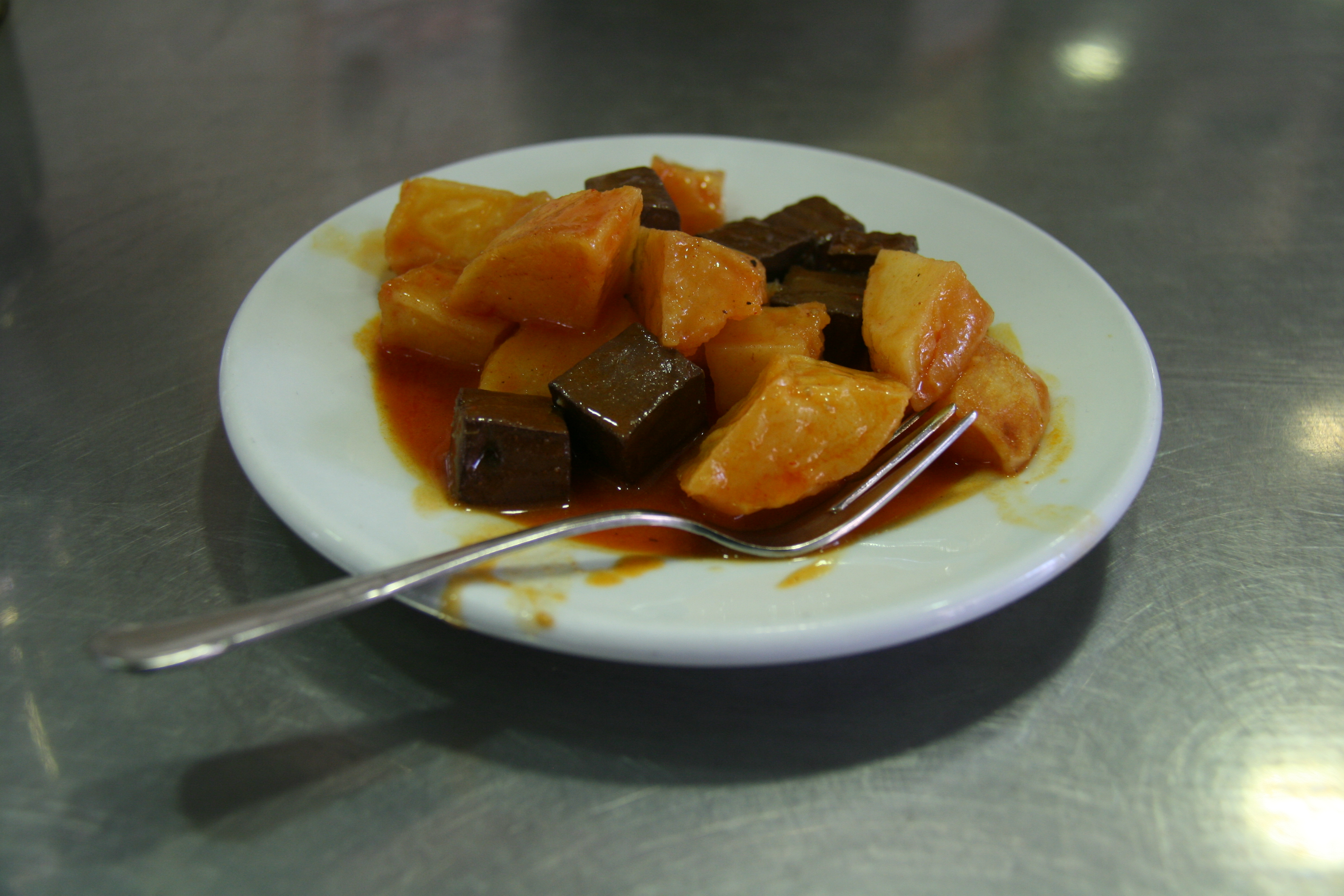
Guiso de 'patatas con sangre' servido como tapa.

Un guiso es la cocción en un medio semigraso de uno o varios alimentos. Consiste en preparar los alimentos haciéndolos cocer en una salsa, después de rehogados. A diferencia del estofado, permite el reflujo de los vapores durante el proceso de elaboración culinaria. El guiso es un proceso culinario que permite recurrir a una gran variedad de ingredientes. Por regla general suelen emplearse los alimentos disponibles en la región, en la temporada o los que son del gusto del cocinero que lo prepara. Si bien el costo de elaboración varía de país a país, se lo considera una preparación económica que no necesita de muchos ingredientes.

## Historia
Uno de los primeros libros de la cocina española se titula El libro de los guisados, escrito en el año 1525 por el cocinero de la Corte Roberto de Nola. El libro procede de una versión más antigua titulada en lengua catalana Llibre de Coch, y en él se detallan numerosas preparaciones culinarias de la época; siendo una fuente histórica de gran valor acerca de cómo se cocinaba en el siglo XV en la zona mediterránea.
Esta palabra se empleaba en el castellano de comienzos del siglo XVIII como tipo de cocción por aparecer en el Diccionario de autoridades (publicado entre los años 1726 y 1739): «La vianda compuesta y aderezada con caldo, especias y otras cosas, a diferencia del asado o el frito.» El mismo diccionario pone como metáfora de ordenar y componer una cosa. En esta época, a la persona que cocinaba se la denominaba. «guisandero».

## Características
Por regla general, es el nombre genérico dado a un tipo de preparaciones culinarias en las que se cuecen alimentos en una salsa después de haberlos rehogado. Se puede recurrir a cualquier tipo o mezcla de ingredientes, dado que el término "guiso" no contiene ninguna indicación al respecto ni supone ninguna limitación.
Existen ejemplos de guisados en todas las cocinas como puede ser la buseca, el frangollo, el guisado, el guiso carrero, el locro, la buseca, el ossobuco, el puchero, etcétera.

### Ingredientes

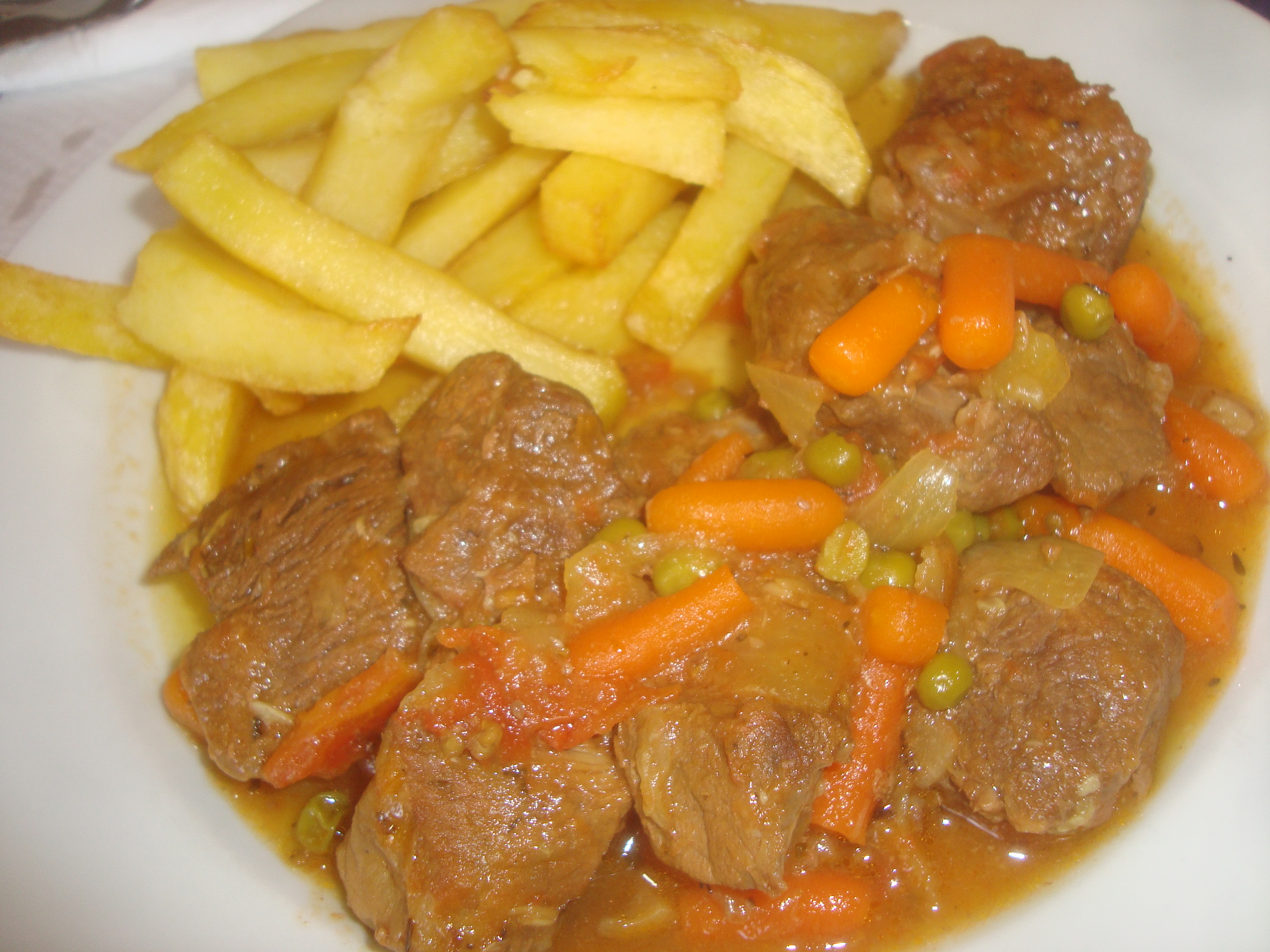
Guiso de ternera.

Los guisos tradicionales, y actualmente más comunes, son aquellos de base cárnica, principalmente porcina, vacuna, avícola o de pescado. En algunas ocasiones, pueden ser previamente picados o puestos en salmuera. También existen guisos de base vegetal (como soja texturizada), cada vez más comunes, y con ingredientes vegetales como los cereales (principalmente arroz o maíz), hortalizas, leguminosas y fideos guiseros (mostacholes, farfalle, etc.). Aunque los guisos tras su elaboración producen una especie de salsa con su caldo, es también frecuente añadirles salsas, caldos o vino.
El nivel de líquido puede variar, por lo cual se puede obtener desde un guiso seco hasta un guiso muy caldoso, que se denomina en algunos países asopado o ensopado debido al hecho de parecer una sopa más que un guiso.[cita requerida]

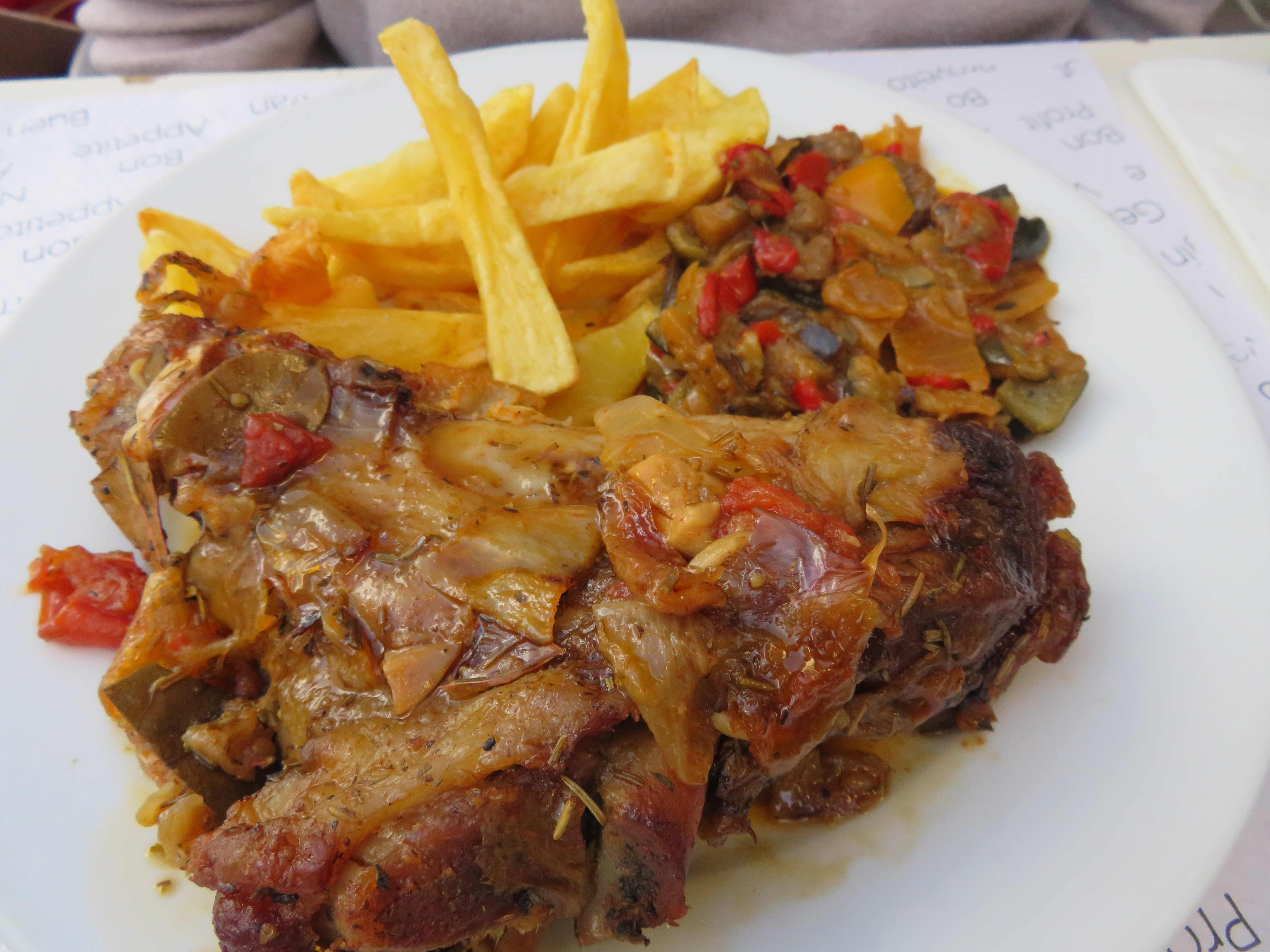
Guiso de codillo de cerdo.